# Gianalberto Badoardo
Gianalberto Badoardo (Veneza, 12 de maio de 1649 – Brescia 17 de maio de 1714) foi um cardeal católico romano.

## Biografia
Nasceu em Veneza em 12 de maio de 1649. Filho de Francesco Badoaro e Elena Michiel. Sobrinho de Alberto Badoaro, bispo de Crema, que o educou e de quem recebeu o segundo nome de batismo. Seu primeiro nome também está listado como Giovanni Alberto; como Giannalberto; como Gian Alberto; apenas como Joannes; e apenas como Giovanni; e seu sobrenome também está listado como Badoarius; como Badoer; como Badoardo; como Badoere; como Badovero; como Baduário; como Badoero; como Baduaro; como Baduaru; e como Bodoardo.
Aos cinco anos foi confiada a sua educação ao tio bispo. Recebeu a tonsura eclesiástica e a prebenda de seu tio em 1663, que também o ordenou subdiácono em sua catedral; mais tarde, foi estudar na Universidade de Pádua, onde obteve o doutorado em utroque iure, tanto em direito canônico quanto em direito civil.
Em 1673, junto com seu tio, o bispo, acompanhou o novo cardeal Pietro Basadonna a Roma para sua investidura cardinalícia. Durante a visita, o papa concedeu-lhe uma prebenda. Retornou a Crema e foi nomeado arquidiácono da catedral e abade comendador de S. Pietro di Colle; após a morte de seu tio, o bispo, em 1677 (que lhe deixou todos os seus bens), em repúdio ao nepotismo, renunciou aos dois cargos e foi para Pádua.
Ordenado, depois de 1677, em Pádua, por Gregorio Barbarigo, bispo de Pádua, futuro cardeal e santo. Cânon do capítulo da catedral de Pádua, 31 de maio de 1681. Chamado de volta a Veneza pelo Doge Luigi Contarini, que o nomeou primicério do capítulo da catedral de São Marco de Veneza em 1681. O Senado veneziano o nomeou patriarca de Veneza em 16 de setembro, 1688; foi o preferido entre cinco candidatos, entre os quais os bispos de Treviso, Corfù e Bérgamo; obteve 151 votos favoráveis e 66 contrários.
Eleito pelo papa patriarca de Veneza, em 27 de setembro de 1688. Consagrada, em 14 de novembro de 1688, igreja das freiras de San Lorenzo, Veneza, pelo cardeal Gregorio Barbarigo, bispo de Pádua, auxiliado por Giacomo Vianoli, bispo de Torcello, e por Pietro Leoni, bispo de Ceneda. Visitou todas as igrejas e mosteiros do patriarcado, bem como o seu seminário. Trabalhou para melhorar os costumes populares e abriu uma academia no palácio patriarcal para a formação do clero. Em 1690, depois de o Papa Alexandre VIII canonizar o Beato Lorenzo Giustiniani, primeiro patriarca de Veneza, ele estabeleceu que durante os oito domingos seguintes à sua festa litúrgica celebrações especiais acontecessem na catedral patriarcal. Ele fundou o Conservatório de S. Maria delle Penitentipara mulheres que abandonaram a prostituição. Consagrou solenemente três novas igrejas paroquiais: S. Agostino em 9 de dezembro de 1691; S. Benedetto em 9 de maio de 1692; e S. Maria Zobenigo em julho de 1700. Em 1694, executando uma autorização que o Senado lhe havia dado no ano anterior, permitiu que o pinzocchere do subpórtico de S. Marcuola fosse entregue ao novo mosteiro de S. Giuseppe em S. Trovaso. Em 1702, permitiu a trasladação dos restos mortais da Beata Condessa de Tagliapietra para uma capela da igreja paroquial de S. Ivo. Ele viveu muito frugalmente e praticava penitência diariamente.
Criado cardeal sacerdote no consistório de 17 de maio de 1706. Transferido para a sé de Brescia, com título pessoal de patriarca, em 7 de junho de 1706; a diocese foi afetada pela doutrina herética do quietismo e o papa queria que o zeloso e virtuoso cardeal a erradicasse. Recebeu o chapéu vermelho em 22 de junho de 1706; e o título de S. Marcello, 25 de junho de 1706. De Roma retornou a Veneza e depois foi para Bréscia. Foi atribuído às congregações mais importantes da Cúria Romana. No dia 3 de julho seguinte, escreveu uma carta pastoral anunciando aos fiéis de Bréscia a sua eleição como bispo da diocese; tomou posse da sé em 27 de fevereiro de 1707. Abade commendatariode Sesto al Reghena, Cividale, de 1707 até sua morte. Iniciou imediatamente uma profunda visita pastoral à cidade e à diocese, dando especial atenção ao culto divino e à disciplina eclesiástica. Em 1709, ao saber que o bispo Luigi Ruzzini de Bérgamo estava gravemente doente, foi ajudá-lo nos seus últimos momentos. Particularmente forte e decisiva foi a sua acção contra Giacomo Picennino, que trouxera da Suíça alguns panfletos heréticos em italiano; e contra Giuseppe Beccarelli, de Milão, principal promotor do movimento quietista e que foi obrigado a abjurar publicamente em setembro de 1710. Fomentou na cidade e na diocese a devoção ao Santíssimo Sacramento instituindo com a ajuda dos Clérigos Regulares uma confraria chamada Adorazione perpetua del Santissimo Sacramento. Optou pelo título de S. Marco em 11 de julho de 1712. Trouxe as freiras salesianas da Visitação em Salò, onde foi construído um mosteiro e inaugurado em 21 de dezembro de 1712. Obteve a nomeação de Monsenhor Giovanni Francesco Martinengo, reitor da colegiada de Ss. Nazarioe Celso, em Brescia, como seu cooperador episcopal.
Morreu em Brescia em 17 de maio de 1714, de grave febre que o acometeu ao retornar de uma visita pastoral, após receber os sacramentos da Igreja. Exposto na catedral de Brescia, onde ocorreu o funeral; e sepultado na capela de S. António daquela catedral, com inscrição que ele próprio preparou.

### Beatificação
Homem muito piedoso, tinha fama de santidade; o processo de beatificação foi aberto e ele foi declarado venerável.